# Paridotea ungulata
Paridotea ungulata är en kräftdjursart som först beskrevs av Peter Simon Pallas 1772.  Paridotea ungulata ingår i släktet Paridotea och familjen tånglöss. Inga underarter finns listade i Catalogue of Life.